# 윤종신
윤종신(尹鍾信, 1969년 10월 15일~ )은 대한민국의 작곡가, 가수, 방송인이다. 본관은 칠원이다.

## 활동
경상남도 진해시(현 창원시 진해구)에서 태어나 서울특별시 성동구(현 광진구)에서 자란 윤종신은 대학교 재학 시절, 학과 동기의 소개로 015B의 데뷔 음반을 작업 중이던 정석원을 처음 만나게 된다. 첫 만남의 자리에서 그는 정석원의 피아노 반주에 맞춰 박학기의 ‘이미 그댄’을 불렀고, 이에 깊은 인상을 받은 정석원은 즉석에서 윤종신에게 합류를 제안한다. 이로써 윤종신은 015B 1집 앨범의 타이틀곡 ‘텅 빈 거리에서’를 부른 객원 가수로 가요계에 데뷔하게 된다.
이후 1991년에는 자신의 첫 정규 앨범을 발표하며 솔로 가수로서도 활동을 시작했으며, 동시에 015B의 객원 가수로도 꾸준히 참여하면서 두 영역을 병행해왔다.
1996년, 윤종신은 입대하여 국군홍보관리소에서 군 복무를 수행했고, 복무 중 군가 ‘훈련의 노래’를 직접 작곡하기도 했다. 1998년 말 제대 후에는 7집 앨범을 발표하며 활동을 재개했고, 2000년에는 8집 《헤어진 사람을 위한 지침서》, 2001년에는 9집 《그늘》을 연이어 발매하였다. 특히 9집 수록곡인 ‘팥빙수’가 큰 인기를 끌며 윤종신은 가수로서 다시 한 번 주목을 받게 된다.
2000년대 초반까지는 주로 음악 활동에 전념하며 방송 출연은 드물었지만, 2003년 MBC FM4U 《윤종신의 두시의 데이트》의 DJ로 발탁되면서 라디오 진행을 시작했고, 같은 해 MBC 일일시트콤 《논스톱 4》의 주연을 맡으며 본격적으로 방송 활동을 시작한다. 그보다 앞서 2001년과 2002년에는 시트콤 《웬만해선 그들을 이길 수 없다》와 《똑바로 살아라》에 카메오로 출연한 바 있다. 이후 2007년에는 신정환, 김국진, 김구라와 함께 MBC 《라디오스타》의 진행자로 활약하며 예능인으로서의 입지를 확고히 다졌고, 《명랑히어로》, 《음악여행 라라라》 등 다양한 예능 프로그램에서도 활약을 이어갔다.
윤종신의 배우자는 테니스 선수 출신이자 현재 JTBC 골프&스포츠에서 테니스 해설가로 활동 중인 전미라이다. 두 사람은 2006년 12월 29일 결혼식을 올렸으며, 슬하에 1남 2녀를 두고 있다.

## 학력
- 서울광장초등학교 졸업 (1982년)
- 대원중학교 졸업 (1985년)
- 대원외국어고등학교 졸업 (1988년)

- 연세대학교 미래캠퍼스 국어국문학과 졸업 (88학번)

## 앨범 및 참여 음반/곡

### 정규 음반
| 정규 앨범 1991년: 1집 《처음 만날 때처럼》 1992년: 2집 《Sorrow》 1993년: 3집 《The Natural》 1995년: 4집 《공존》 1996년: 5집 《우》 1996년: 6집 《육년》 1999년: 7집 《후반》 2000년: 8집 《헤어진 사람들을 위한 지침서》 2001년: 9집 《그늘》 2005년: 10집 《Behind The Smile》 2008년: 11집 《동네 한 바퀴》 2011년: 12집 《行步 2010 YOON JONG SHIN》 2012년: 13집 《行步 2011 尹鍾信》 2013년: 14집 《행보 2012 윤종신》 2014년: 15집 《행보 2013 윤종신》 2015년: 16집 《행보 2014 윤종신》 2016년: 17집 《행보 2015 윤종신 / 작사가 윤종신 Live Part 1》 2017년: 18집 《행보 2016 윤종신 / 작사가 윤종신 Live Part 2》 2018년: 19집 《행보 2017 윤종신》 2019년: 20집 《행보 2018 윤종신》 2020년: 21집 《행보 2019 윤종신》 2021년: 22집 《행보 2020 윤종신》 |

### EP
- 2014: 《Just Piano》

### 디지털 싱글
- 2005: 《금연송》
- 2012: 《10월의 하늘》
- 2014: 《눈송이 빙수》
- 2016: 《Cook Together》
- 2017: 《LISTEN 010 좋니》

### 프로젝트 싱글 (월간 윤종신)
| - 월간 윤종신 (2016년) - 2016 월간 윤종신 1월호 - 2016 월간 윤종신 2월호 - 2016 월간 윤종신 3월호 - 2016 월간 윤종신 4월호 - 2016 월간 윤종신 5월호 - 2016 월간 윤종신 6월호 - 2016 월간 윤종신 7월호 - 2016 월간 윤종신 8월호 - 2016 월간 윤종신 9월호 - 2016 월간 윤종신 10월호 - 2016 월간 윤종신 11월호 - 2016 월간 윤종신 12월호 | - 월간 윤종신 (2017년) - 2017 월간 윤종신 1월호 - 2017 월간 윤종신 2월호 - 2017 월간 윤종신 3월호 - 2017 월간 윤종신 4월호 - 2017 월간 윤종신 5월호 - 2017 월간 윤종신 6월호 - 2017 월간 윤종신 7월호 |

### 리믹스 싱글
- 2007: 《2007 New 팥빙수》
- 2009: 《영계백숙 (Remix)》
- 2017: 《2017 월간 윤종신 2월호 (Clean Ver.)》

### 라이브 음반
- 1994: 《The Natural Live》
- 2015: 《비트하우스 라이브 - #6》

### 보컬 참여곡
- 윤종신

우리 이제(김현식), 옛사랑(이문세), 아름다운 세상(박학기), 이미 그댄(with 박학기), 그대 뺨에 흐르는 눈물(전영록),

우리네 인생(이정선), 기대어 앉은 오후에는(with 장필순 - 김광석 노래 리메이크곡), 흐린 가을 하늘에 편지를 써(김광석), 장우(이장우),

1년만의 전화(이가희), 담담한 나(엠피언 디지털 싱글), 몇 년이 흘러(연애소설 OST), 지난날(언니가 간다 OST),

이 세상 태어나는 아이들에게(오석준), 2005년생 내 아들에게, 붉은 바다(95 내일은 늦으리 - 환경보전 슈퍼앨범),

강변북로(양진석), 기억해 줘(윤종신 버전 - Coco OST 한국어 Ver.)
- 공일오비 (015B)
  - 1집 : 텅빈 거리에서, 저 하늘 위로, 외로운 밤이면
  - 2집 : 친구와 연인, H에게, 변해간 세월속에서, 사람들은 말하지, 이젠 안녕
  - 3집 : 우리 이렇게 스쳐보내면(with 박선주), 현대여성, 적 녹색인생, 수필과 자동차
  - 4집 : 요즘 애들 버릇없어, 우리들의 이야기, 푸른 바다의 전설 (연주곡)
  - 5집 : 단발머리 (코러스 참여)
  - 6집 : 21세기 모노리스
  - 가스펠 앨범 : 나의 찬미
  - EP 20세기 소년 : 1월부터 6월까지
- 토이 (Toy)
  - 2집 : Billy's Bar(with 조원선), 그럴때마다(with 김연우, 유희열, 이장우, 조규찬)
  - 4집 : 스케치북 (with 김장훈)

- 더클래식
  - 마법의 성 (Sing-together Version)

- 신해철
  - 내 마음 깊은 곳의 너 (2집 Myself 수록 코러스 참여)

- 이승환
  - 마법의 성 (His Ballad 앨범 수록)
  - 너의 기억 (3집 My Story 앨범 수록, 코러스 참여)

- 신승훈
  - White Christmas (밀레니엄 캐롤)

- 전람회
  - 향수 (1집 Exhibition 수록 코러스 참여)

- 데프콘
  - 동창회 (feat. 윤종신, Verbal Jint)

- 장혜진
  - 그대를 사랑해 (듀엣)

- Hey
  - 나 결혼해요 (듀엣)

- Natural
  - 보내지 못한 편지

### 리메이크
- 김동완(신화) - 이층집 소녀 (윤종신 4집)
- 헤비스 - 내 사랑 뚱뚱이 (윤종신 4집, 원곡 : 내사랑 못난이)
- 김선아 - 이별을 앞두고 (윤종신 7집)
- 김장훈 - 고속도로 로망스 (윤종신 9집)
- 차태현 - Because I Love You (과속스캔들 OST - 윤종신 9집)

#### 기타 앨범
- 《The Natural Live》(1994년 9월 1일 발매)
- 《사색동화》 (2001년 1월 31일 발매)
- 《From The Beginning》 베스트 음반 (2002년 5월 5일 발매)
- 문화방송 로고송 두근두근 (작사,작곡,노래 / 2018년 6월)

### 작곡/작사
윤종신 본인이 부른 노래 혹은 앨범에 수록된 곡은 제외 했다.(앨범 정보 참조)
| 가수명        | 곡명 |
| ------------- | --- |
| 성시경        | 넌 감동이었어, 거리에서, 굿모닝, 한번 더 이별                                                           |
| 박정현        | 나의 하루, 오랜만에, 전야제, 눈물이 주룩주룩, 몽중인, You mean everything to me, 미아(迷兒), 그 다음 해 |
| 나윤권        | 뒷모습, 미행                                                                                            |
| 조성모        | 사랑의 역사                                                                                             |
| 김연우        | 수줍은 사람, 청소 하던 날, 신라인의 노래(부제: 꿈, 그리고 한가지 - 신라대학교 교가)                     |
| 아이유        | 첫 이별 그날 밤, 벽지무늬                                                                               |
| 먼데이 키즈   | 그렇더라                                                                                                |
| 팀 & 성유리   | 연인선언                                                                                                |
| 옥주현        | 나에게 온다                                                                                             |
| 화요비        | 문득 그리운 날에                                                                                        |
| 배슬기        | 왠지 모르게                                                                                             |
| G고릴라(015B) | 그 날이 오면                                                                                            |
| 차태현        | 몰라도 돼, 피크닉(Picnic)                                                                               |
| 김장훈        | 그대 잘가요, 고속도로 로망스, 기다리는 사람                                                             |
| 슈퍼주니어    | Disco Drive, 어느새 우린                                                                                |
| 김동완 (신화) | 이층집 소녀 (작곡)                                                                                      |
| 논스톱밴드    | 논밴송, 우리가 있잖아, Happy! Happy Birthday (시트콤 논스톱 4 OST)                                      |
| 한예슬        | 그댄 달라요                                                                                             |
| 봉태규        | 처음 보는 나                                                                                            |
| 이윤지        | Happy Days                                                                                              |
| 서엘          | 너의 이름                                                                                               |
| 윤화          | 그녀 |
| 박경림        | 안녕~ 핫바                                                                                              |
| 김도향        | 시간, Volcano, 겨울... 그녀를 만나다                                                                    |
| 원미연        | 문득 떠오른 사람                                                                                        |
| 정훈희        | 그댄 여전히 멋있는 사람, 사랑이 시작된 날                                                               |
| 유희열        | 어느 예비군의 편지(with 윤종신), 서울역(with 김광진, 하림 - 영화 라이터를 켜라 OST)                     |
| 조원선        | 원더우먼 (영화 봄날의 곰을 좋아하세요? OST)                                                             |
| 이가희        | Love Plan                                                                                               |
| 이주원        | 기다리는 사람                                                                                           |
| 이규호        | 상상 |
| 하림          | 국가대표 (영화 불어라 봄바람 OST)                                                                       |
| 김광진        | With You                                                                                                |
| 손성훈        | 불어라 봄바람                                                                                           |
| 김현아        | 사랑해봐요                                                                                              |
| 김선아        | 이별을 앞두고                                                                                           |
| 정경화        | 서글픈 습관                                                                                             |
| 임상아        | 재, 내가 더...                                                                                          |
| 장영환        | 오랜 기억속의 너                                                                                        |
| 박정운        | 그대 내 품에                                                                                            |
| 015B          | 우리 이렇게 스쳐보내면, 푸른 바다의 전설 (공동 작곡)                                                    |
| 쿨            | 우리 이렇게 스쳐보내면 (공동 작곡)                                                                      |
| 홍자          | 꽃놀이 가요 (공동 작곡)                                                                                 |

### 작사
| 가수명       | 곡명 |
| ------------ | --- |
| 이수영       | 스치듯 안녕, 덩그러니 |
| 박정현       | 오랜만에, 夢中人(몽중인), You mean Everything to me, 까만 일기장, 게으름뱅이, 이별하러 가는 길, 미아(迷兒)                                               |
| 하림         | 출국(出國), Sorry...Sorry, 난치병(難治病), Dying Man, Break Down, You Are My Sunshine, 고해성사, 이방인, Training Day (영화 봄날의 곰을 좋아하세요? OST) |
| 김연우       | 이별택시, 금단현상 |
| 이기찬       | 거리에서 |
| 차태현       | 아름다운 사람, 생일선물, 마지막 하루, Because I Love You (영화 과속스캔들 OST)                                                                           |
| Hey          | 나 결혼해요 |
| 리즈         | 헤어지기 좋은 날 |
| 조은         | 계절 중독증 |
| 일루미나     | 자다가 |
| 피닉스       | 미련한 사랑 |
| 강희수       | 다시 시작해 |
| 정연욱       | 동창회에서 |
| 하루         | Dodo (시트콤 논스톱4 OST) |
| Juno(이준호) | 고백男, 고백남녀 (영화 봄날의 곰을 좋아하세요? OST) |
| 아이유       | 첫 이별 그날밤, 벽지무늬 |

## 출연 및 진행

### 현재 진행중인 프로그램
- JTBC 《싱어게인3》 - 심사위원

### 종영 / 중도하차 프로그램
- KBS2 《가족오락관》(1996) 게스트
- SBS 《아주 특별한 사랑》 (1999) 공동 MC
- KBS2 《야! 한밤에》 게스트 - 노총각 4인방(이현우·윤상·김현철 공동) 구성원으로서 출연
- SBS 《야심만만 만명에게 물었습니다》 (2005 - 2006)
- KBS2 《소문난 저녁》(2006 - 2007)
- SBS 《접속! 무비월드》 (2007)
- SBS 《일요일이 좋다 - X맨[67기]》 (2007)
- MBC 《황금어장 - 무월관》 공동 MC
- SBS《일요일이 좋다 - 하자 GO》 (2007) 공동 MC
- SBS 《일요일이 좋다 - 옛날 TV》 (2007) 공동 MC
- SBS 《일요일이 좋다 - 기적의 승부사》 (2007 - 2008) 공동 MC
- SBS 《일요일이 좋다 - 기승史》 (2007 - 2008) 공동 MC
- MBC  《음악여행 라라라》 (2008 - 2009) 공동 MC
- MBC  《명랑 히어로》 (2008 - 2009) 공동 MC
- SBS 《야심만만 2》 (2009) 공동 MC
- SBS 《일요일이 좋다 - 패밀리가 떴다》 (2008 - 2010) 공동 MC
- SBS 《절친노트3》 (2010) 공동 MC
- KBS2 《밤샘 버라이어티 야행성》 (2010) 공동 MC
- 스토리온 《토크가 있는 콘서트 - 사운드 오브 스토리》 공동 MC
- tVN 《tVNMAD.COM》 공동 MC
- MBC every1 《쇼케이스》 공동 MC
- Mnet 《슈퍼스타K》 심사위원
  - Mnet 《슈퍼스타K 2》 심사위원
  - Mnet 《슈퍼스타K 3》 심사위원
  - Mnet 《슈퍼스타K 5》 심사위원
  - Mnet 《슈퍼스타K 6》 심사위원
  - Mnet 《슈퍼스타K 7》 심사위원
- Mnet 《Director's Cut 시즌1》
  - Mnet 《Director's Cut 시즌2》
- Mnet 《비틀즈 코드》 공동 MC
- MBC 《우리들의 일밤 - 나는 가수다》 단독 MC
- TV조선 《P.S. I Love You 박정현》 게스트 (4회, 13회) (2011, 2012)
- SBS 《Go Show》 공동 MC
- SBS 《화신 - 마음을 지배하는 자》(2013) 공동 MC
- SBS 《일요일이 좋다 - 맨발의 친구들》(2013) 공동 MC
- Mnet 《슈퍼 히트》 MC
- tVN 《팔도방랑밴드》 공동 MC
- KBS2 《음악쇼》 공동 MC
- KBS2 《미스터 피터팬》 공동 MC
- JTBC 《속사정 쌀롱》 공동 MC
- O'live 《비법》 공동 MC
- KBS2 《인간의 조건 3》
- KBS2 《노래싸움 - 승부》
- MBC 《마이 리틀 텔레비전》 - 게스트
- MBC 《은밀하게 위대하게》  MC
- SBS 《부르스타》  공동 MC
- 채널A 《하트시그널》 - 공동 MC
- JTBC 《전체관람가》 - 공동 MC
- tVN 《슈퍼히어러》 - 공동 MC
- JTBC 《슈퍼밴드》 - 심사위원
- Mnet 《더 콜 시즌2》 - 공동 MC
- MBC 《황금어장 라디오스타》 - 공동 MC
- JTBC 《방구석 1열》 - 공동 MC
- MBC 《사진정리서비스 폰클렌징》 - 공동 MC
- SBS 《당신이 혹하는 사이》 - 공동 MC
- JTBC 《배달가요 - 신비한 레코드샵》
- JTBC 《팬텀싱어4》 -심사위원
- MBC 《훅 까놓고 말해서(파일럿 프로그램)》 -공동 MC

### 라디오
- MBC 표준FM 《하나 둘 셋 우리는 하이틴》 DJ (1991.10 ~ 1992.10)
- SBS AM 《기쁜 우리 젊은 날》 DJ (1992.12 ~ 1993.4/1994.4 ~ 1996.5)
- 국군방송 《위문열차》 DJ (1997.4 ~ 1998.10)
- MBC FM 《자유지대》 DJ (1999.4 ~ 1999.10)
- MBC FM4U 《윤종신의 두시의 데이트》 DJ (2003.4.14 ~ 2008.4.6)

### 영화
- 《봄날의 곰을 좋아하세요?》 - 양지석 역
- 《야수와 미녀》 - 성형외과의 역
- 《언니가 간다》 - 교사 윤종신 역

### 드라마/시트콤
- SBS 일일시트콤 《웬만해선 그들을 막을 수 없다》(2001년 7월 30일 156회, 11월 9일 224회)
- SBS 일일시트콤 《똑바로 살아라》(2002년 11월 22일 13회, 2003년 1월 1일 35회)
- MBC 청춘시트콤 《논스톱 4》(2003년 ~ 2004년) 윤교수 (윤종신) 역
- MBC 일일시트콤 《태희, 혜교, 지현이》(2009년) 윤종신 역
- MBC 일일시트콤 《지붕뚫고 하이킥!》(2009년 12월 9일) 민준선 역
- MBC 일일시트콤 《몽땅 내사랑》(2010년 11월 24일) 과외 교사 역
- Mnet 예능드라마 《엔터테이너스》(2014년 7월 13일 ~ 2014년 9월 4일) 윤종신 역
- Mnet 금요드라마 《칠전팔기 구해라》(2015년 1월 9일) 심사위원 역
- KBS2 금토드라마 《프로듀사》(2015년 5월 22일)
- 쿠팡플레이 오리지널 드라마 《뉴토피아》(2025년)

### 기타 출연 프로그램
- MBC 《MBC 스포츠특선 - '테니스 대전(大戰) 2007 호주오픈'》 (2007년 2월 12일) 내레이션
- KBS 《해피선데이 - 불후의 명곡》 (2007년 4월 22일, 5월 6일) 게스트
- MBC 《2008 MBC 가요대제전》 (2008년 12월 31일) 공동 MC
- MBC 《MBC 스페셜 - 동물원 이야기》 (2009년 6월 5일) 내레이션
- JTBC 《히든싱어 시즌3》 (2014년) 원조가수로 출연
- MBC 《무한도전》 게스트 (2009년 ‘올림픽대로 듀엣가요제’, 2012년 ‘못.친.소 페스티벌’, 2013년 ‘맞짱’, 2015년 ‘영동고속도로 가요제 1부 - 가면무도회’, 2016년 ’예능 총회’, 2017년 ’Q&A’)

### 광고
| 기업명     | 브랜드명(종류)           | 기업명           | 브랜드명(종류)       |
| ---------- | ------------------------ | ---------------- | -------------------- |
| 현대리바트 | 리바트(가구)             | BC 카드          | 기업PR               |
| SK텔레콤   | Ting                     | KTF              | 디카폰               |
| 현대해상   | 하이카                   | TU미디어         | 기업PR               |
| 맥도날드   | 빅테이스티               | LG전자           | 스팀 싸이킹 청소기   |
| 교원구몬   | 구몬학습                 | CJ라이온         | 비트드럼(세제)       |
| 삼성생명   | 퓨쳐30플러스             | KT               | 인터넷전화           |
| 삼성그룹   | 하하하 캠페인            | 국순당           | 생막걸리             |
| 삼성전자   | 시스템에어컨             | 웅진씽크빅       | 통 시리즈            |
| NHN        | 미투데이                 | 유한킴벌리       | 크리넥스 마이비데    |
| 화이자     | 프리베나13               | 브라이니클       | 돈톡                 |
| 삼성생명   | 기업PR                   | 동국제약         | 판시딜               |
| 파리바게뜨 | tVN                      | KDB대우증권      | tVN                  |
| 윤선생     | 스마트학습법             | 키자니아         | tVN                  |
| 현대카드   | LiBRARY Inspiration Talk | 대웅제약         | 우루사               |
| 홈플러스   | 신선플러스농장           | 삼성카드         | 홀가분 나이트마켓    |
| 이케아     | 극장예절캠페인           | 하이투자증권     | 스마트하이플러스     |
| 굽네치킨   | 갈비천왕                 | 인구보건복지협회 | 저출산고령사회위원회 |
| 여기어때   | 여기어때1                | 삼쩜삼           | tVN                  |

1 이미주, 장기하, 노홍철, 장윤주, 미노이, 아누팜 트리파티, 빠니보틀과 함께 출연

## 홍보대사
- 2011년 연세대학교 원주캠퍼스 문화홍보대사
- 2013년 독도학교 홍보대사
- 2015년 프랑스테니스협회 롤랑가로 홍보대사
- 2015년 종로세무서 일일명예민원봉사실장
- 2015년 외교부 유라시아 친선특급 홍보대사
- 2016년 제주푸드앤와인페스티벌 홍보대사

## 수상
- 1995년 SBS 연기대상 라디오 MC상
- 2005년 MBC 연기대상 라디오부문 우수상
- 2008년 MBC 방송연예대상 쇼·버라이어티부문 인기상
- 2009년 MBC 방송연예대상 코미디·시트콤부문 남자 우수상
- 2009년 SBS 연예대상 베스트 팀워크상(패밀리가 떴다팀과 공동 수상)
- 2010년 MBC 방송연예대상 MC부문 인기상(라디오스타팀과 공동 수상)
- 2011년 MBC 방송연예대상 MC부문 특별상(라디오스타팀과 공동 수상)
- 2011년 MBC 방송연예대상 PD상
- 2012년 MBC 방송연예대상 남자 최우수상
- 2014년 MBC 방송연예대상 뮤직·토크쇼부문 남자 최우수상
- 2017년 MBC 방송연예대상 공로상
- 2018년 MBC 방송연예대상 뮤직·토크쇼부문 남자 최우수상

### 가요 프로그램 1위
| 연도            | 수상 내역 (총 4회) |
| --------------- | --- |
| 2017년 (총 4회) | - 좋니(총 2회) - 9월 1일 KBS2 《뮤직뱅크》 K-Chart 1위 - 9월 8일 KBS2 《뮤직뱅크》 K-Chart 1위 (2주 연속) - 좋아(With 민서) (총 2회) - 12월 3일 SBS 《SBS 인기가요》 1위 - 12월 8일 KBS2 《뮤직뱅크》 K-Chart 1위 |

## 기타
2002년 FIFA 월드컵 4강 멤버이자 2012년 하계 올림픽에서 대한민국 축구 역사상 올림픽 첫 메달을 안긴 홍명보 현 울산 HD 감독의 서울광장초등학교 동문으로 초등학교 1년 후배이다.